# Charles Johnson (écrivain)
Pour les articles homonymes, voir Johnson et Charles Johnson.
Charles Johnson, né en 1679 et mort le 11 mars 1748, est un écrivain, dramaturge et tavernier anglais.